# Hemmental
Hemmental é uma comuna da Suíça, no Cantão Schaffhausen, com cerca de 553 habitantes. Estende-se por uma área de 10,78 km², de densidade populacional de 51 hab/km². Confina com as seguintes comunas: Beggingen, Beringen, Merishausen, Schleitheim, Sciaffusa (Schaffhausen), Siblingen.
A língua oficial nesta comuna é o Alemão.